# Sonate K. 165
La sonate K. 165 (F.115/L.52) en ut majeur est une œuvre pour clavier du compositeur italien Domenico Scarlatti.

## Présentation
La sonate K. 165, en ut majeur, est notée Andante. Le rythme de triolet associé à deux noires ou une blanche en forme la thématique.
Les sonates K. 164 à 170 évoquent l'hypothèse d'un ensemble de pièces didactiques destinées à un public que rebuteraient les difficultés des œuvres de la « période flamboyante ».

## Manuscrits
Le manuscrit principal est le numéro 18 du volume I (Ms. 9772) de Venise (1752), copié pour Maria Barbara ; l'autre est Parme I 18 (Ms. A. G. 31406).

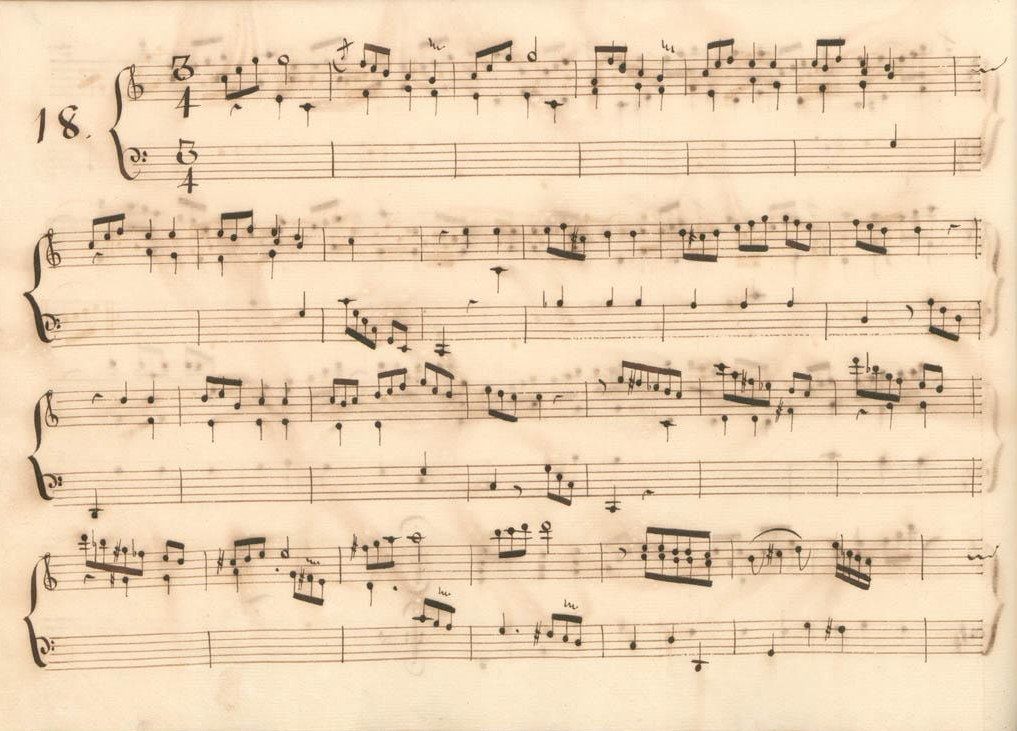
Parme I 18.
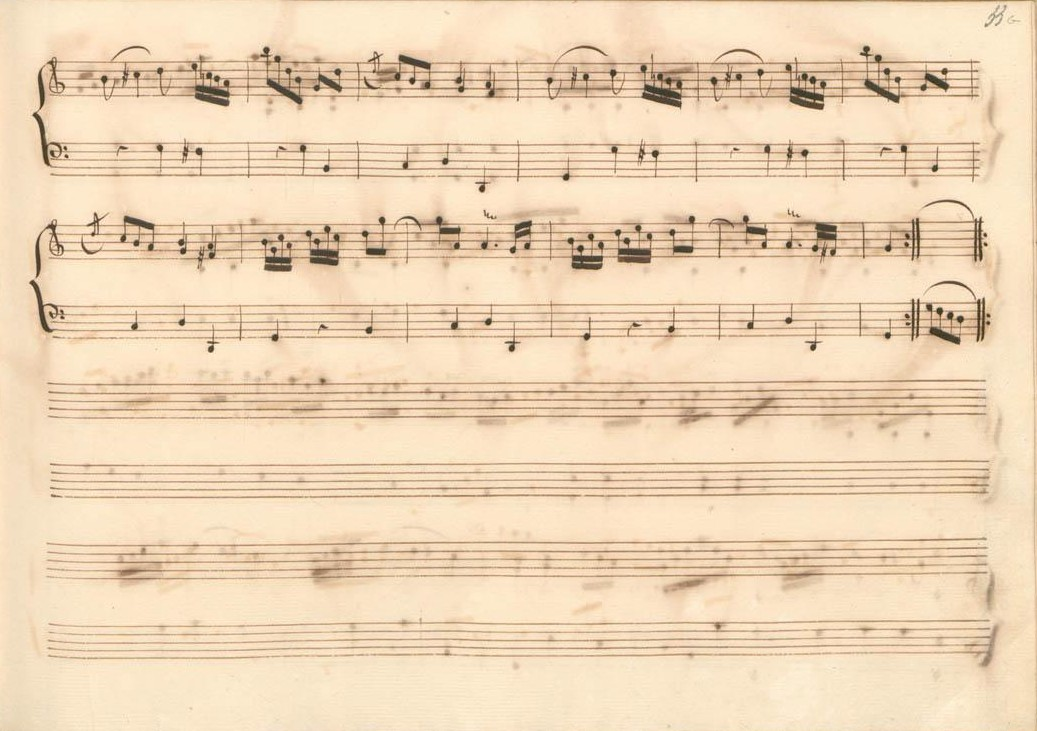
Parme I 18 (fin de la première section).
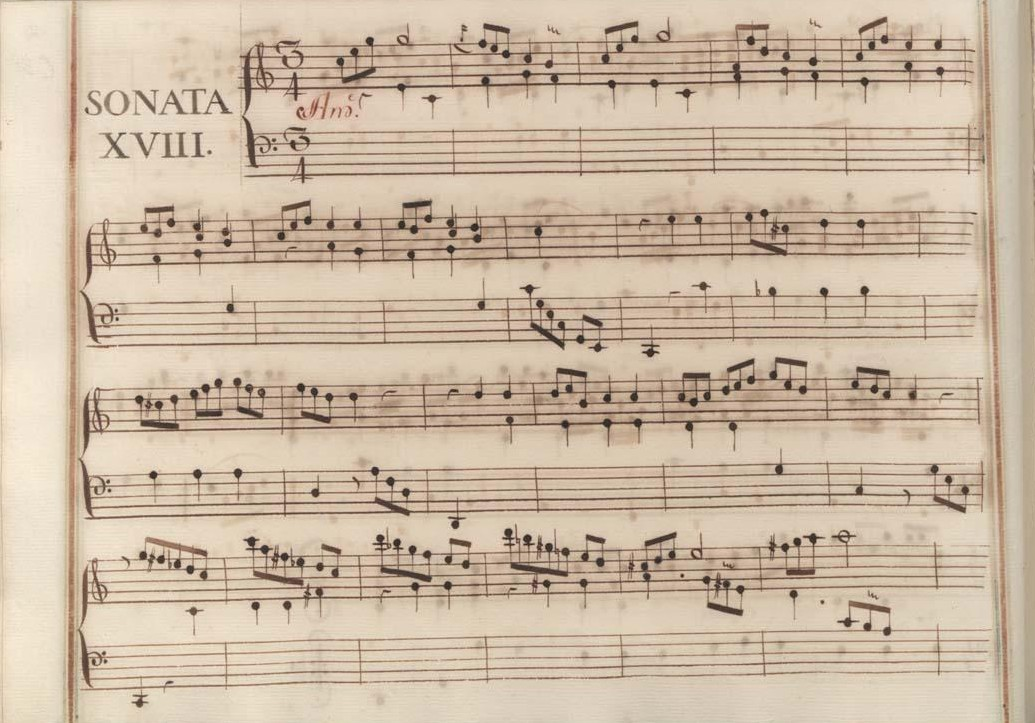
Venise I 18.
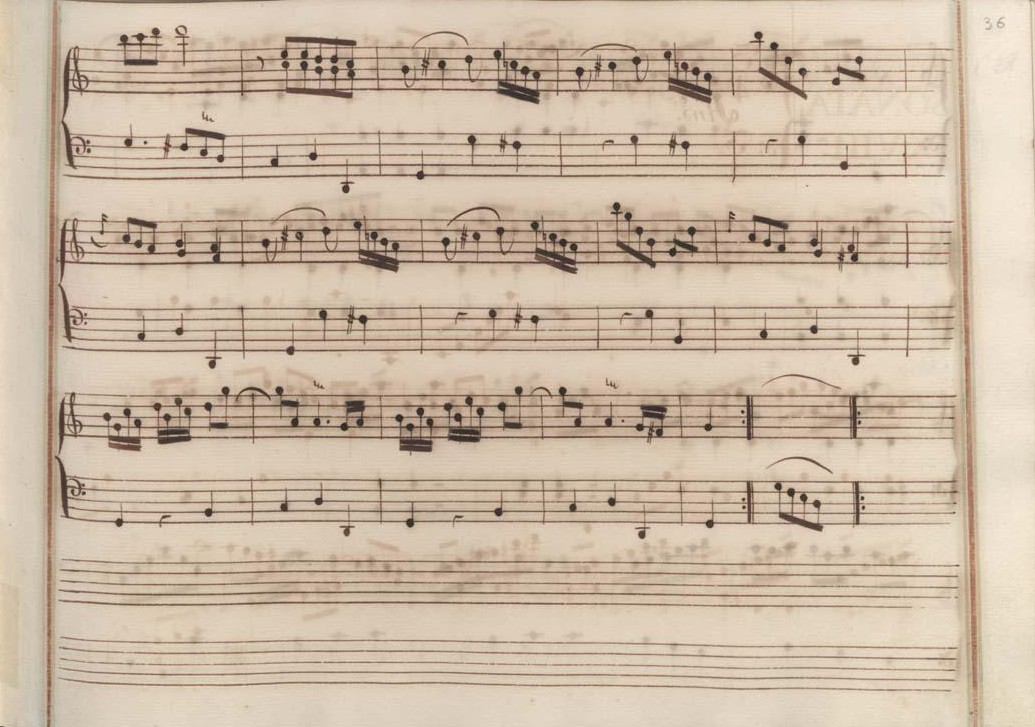
Venise I 18 (fin de la première section).
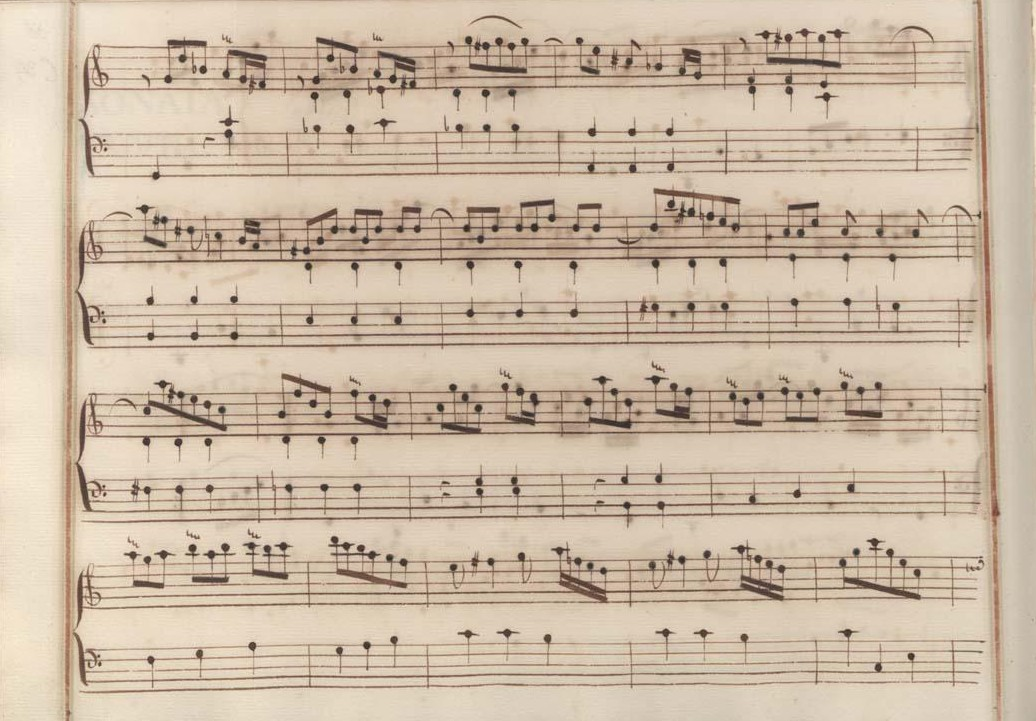
Venise I 18 (début de la seconde section).
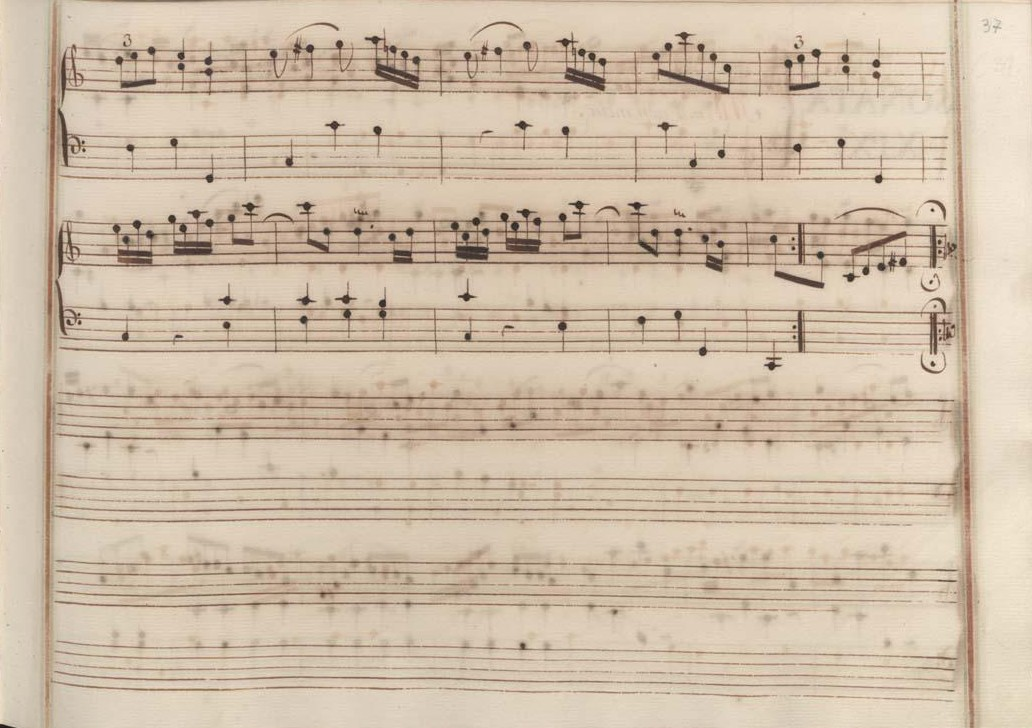
Venise I 18 (fin de la sonate).

## Interprètes
La sonate K. 165 est défendue au piano, notamment par Carlo Grante (2009, Music & Arts, vol. 1) et Sergio Gallo (fi) (2022, Naxos vol. 27) ; au clavecin par Scott Ross (1985, Erato), Richard Lester (2001, Nimbus, vol. 1) et Pieter-Jan Belder (Brilliant Classics, vol. 4).

## Sources
: document utilisé comme source pour la rédaction de cet article.
- Ralph Kirkpatrick (trad. de l'anglais par Dennis Collins), Domenico Scarlatti, Paris, Lattès, coll. « Musique et Musiciens », 1982 (1re éd. 1953 (en)), 493 p. (ISBN 978-2-7096-0118-4, OCLC 954954205, BNF 34689181).
- Alain de Chambure, « Domenico Scarlatti, Intégrale des sonates — Scott Ross », Erato/Éditions Costallat (2564-62092-2 (livret : 2292-45309-2)), 1985 (OCLC 891183737) .